# Cryptoblepharus zoticus
Cryptoblepharus zoticus (спритний змієокий сцинк) — вид сцинкоподібних ящірок родини сцинкових (Scincidae). Ендемік Австралії.

## Поширення і екологія
Спритні змієокі сцинки мешкають на північному заході Квінсленду та на сході Північної Території, на пагорбах на південь від затоки Карпентарія. Вони живуть серед каміння і скель.